# 凤阳府城隍庙
凤阳府城隍庙位于安徽省滁州市凤阳县城西前进村。明洪武年间立凤阳府，遂建城隍庙。清康熙六年（1667年），因原临淮城内的凤阳府城隍庙毁于火，改明中都城隍庙为凤阳府城隍庙。康熙十年（1671年）复失火被毁，后重建。乾隆二十三年（1758年）重修。咸丰年间毁于兵燹，同治八年（1869年）重修。中华人民共和国成立初期被拆除，但有遗址留存，1975年被平整。2023年11月，中都城隍庙重建完成并对外开放。